# Park Narodowy Kings Canyon
Park Narodowy Kings Canyon (ang. Kings Canyon National Park) – park narodowy położony we wschodniej części stanu Kalifornia w Stanach Zjednoczonych. Park został utworzony w 1940, na powierzchni 1869 km².
Park Narodowy Kings Canyon przylega do Parku Narodowego Sekwoi. Oba parki są zarządzane przez National Park Service jako jedna jednostka. Wchodzą także w skład rezerwatu biosfery.

## Historia
Dawniej obszar dzisiejszego parku narodowego zamieszkiwali Indianie z plemienia West Mono (lub Monache). Ludność pojawiła się na tym terenie już ok. 6–7 tys. lat temu. Zimą przebywali oni na terenach nizinnych i w dolinach, zimą wędrowali oni w wyższe partie gór w celu polowania i handlu z Pajutami. Sytuacja rdzennej ludności pogorszyła się wraz z początkiem gorączki złota w połowie XIX w. Przybyli wtedy w to miejsce licznie kolonizatorzy, a także prywatni przedsiębiorcy. Rozpoczęli oni masową eksterminację miejscowych. Zagrożone było również środowisko naturalne, którego sytuację pogarszały wycinki drzew i powszechność polowań.
W latach 70. XIX w. pojawiły się pierwsze głosy nawołujące do zaprzestania wywierania presji na środowisko. Czołowymi działaczami w tej sprawie byli John Muir oraz George Stewart. W rezultacie w 1890 r. podjęto decyzję o ustanowieniu dwóch parków narodowych na tym obszarze – Sequoia oraz Generała Granta. W 1940 r. drugi z nich został rozszerzony o kolejne obszary i przemianowany na Park Narodowy Kings Canyon.

## Geologia
Park Narodowy Kings Canyon zajmuje obszar, będący fragmentem łańcucha górskiego Sierra Nevada. W pobliżu znajduje się najwyższy szczyt kontynentalnej części Stanów Zjednoczonych – Mount Whitney o wysokości 4421 m n.p.m., w związku z czym wiele szczytów, znajdujących się w obrębie parku osiąga powyżej 3500 m n.p.m. Szczyty te urozmaicają głębokie doliny, najczęściej pochodzenia lodowcowego, z których najbardziej znaną jest Kings Canyon. Na terenie parku występują głównie skały magmowe jawnokrystaliczne, a wśród nich: granit, dioryt, czy monzonit. Część jest natomiast metamorficzna.

## Fauna
Na terenie Parku Narodowego Kings Canyon występuje bardzo wiele dzikich gatunków, wśród których można wymienić: baribala, pumę, kojota preriowego, mulaka, świstaka, rosomaka tundrowego, borsuka, bobra, kotofretkę, szczekuszkę amerykańską, susła. Spośród ptaków można wymienić sokoła wędrownego.

## Flora
Wśród roślin występujących w parku można wymienić jodłę wspaniałą, sosnę jasnokorą.

## Turystyka
Infrastruktura turystyczna w parku jest stosunkowo dobrze rozwinięta. Na terenie parku można uprawiać wiele dyscyplin sportu, wśród których można wymienić narciarstwo, snowboarding, wspinaczkę, kajakarstwo.